# Ахмед аль-Нами
Ахмед Абдулла Абд аль-Рахман аль-Нами (араб. أحمد النعمي‎; 7 декабря 1977, Асир, Саудовская Аравия — 11 сентября 2001, Шанксвилл, Сомерсет, Пенсильвания, США) — террорист-смертник и авиаугонщик саудовского происхождения, связанный с Аль-Каидой. Один из 19 исполнителей терактов 11 сентября 2001 года. Один из четырёх угонщиков, захвативших самолёт Boeing 757-222 рейса United Airlines 93, разбившийся в Пенсильвании.

## Биография

Ахмед аль-Нами

### Ранние годы
Ахмед Абдулла Абд аль-Рахман аль-Нами родился 7 декабря 1977 года в округе Асир, в бедном регионе на юго-западе Саудовской Аравии, граничащем с Йеменом. Был земляком четверых других исполнителей терактов 11 сентября Абдулазиза аль-Омари, Моханда аш-Шехри, братьев Ваиля и Валида аш-Шехри, которые также родились и выросли в округе Асир. Аль-Нами был потомком племени курайшитов.
Служил муэдзином в мечети Секлей и учился в колледже. Приблизительно в 1999 году стал очень религиозным. Осенью того же года покинул свой дом в городе Абха, отправившись на хадж, но так и не вернулся. Вместо этого отправился в тренировочный лагерь Аль-Фарук в Афганистане, где встретился с братьями аш-Шехри и Саидом аль-Гамди. Сообщается, что все четверо поклялись в верности джихаду весной 2000 года во время церемонии, которую возглавлял Ваиль аш-Шехри. В марте 2000 года отправился в Пакистан вместе с братьями аш-Шехри, затем все трое вернулись в Афганистан.
По словам координатора терактов 11 сентября Халида Шейха Мохаммеда, Ахмед аль-Нами был в числе угонщиков, которые работали в службе безопасности в аэропорту Кандагара. Мохаммед лично убеждал Усаму бен Ладена использовать эту группу в терактах.
К октябрю он вывез из Афганистана Мушабиба аль-Хамлана (который изначально был кандидатом на участие в терактах 11 сентября) в Саудовскую Аравию, где 28 октября 2000 года они получили визы США В-1/В-2 (туристические/деловые), но аль-Хамлан впоследствии решил вернуться к своей семье. Аль-Нами так и не воспользовался своей визой для въезда в США и сообщил, что потерял паспорт. Новый паспорт получил в Джидде и использовал его для получения визы В-1/В-2 23 апреля 2001 года.
В середине ноября 2000 года аль-Нами и братья аш-Шехри, получившие американские визы, путешествовали группой из Саудовской Аравии в Бейрут (Ливан), затем в Иран, где могли проехать в Афганистан без штампов в паспортах. Ахмед аль-Гамди и Салим аль-Хазми в том же месяце также вылетали из Саудовской Аравии в Бейрут, но другими рейсами.
В конце 2000 года Ахмед аль-Нами отправился в Объединённые Арабские Эмираты, где приобрёл дорожные чеки (предположительно, оплаченные Мустафой аль-Хавсави, предполагаемым финансовым посредником в организации терактов 11 сентября) так же, как и пятеро других угонщиков: Ахмед аль-Хазнави, Маджед Мокид, Ваиль аш-Шехри, Саид и Хамза аль-Гамди.
В марте 2001 года Ахмед аль-Нами снялся в прощальном видеоролике Аль-Каиды, после терактов показанном на телеканале «Аль-Джазира». В нём были показаны 13 угонщиков перед тем, как они покинули тренировочный объект в Кандагаре. На видеозаписи они клянутся стать мучениками.

### США
28 мая 2001 года года Ахмед аль-Нами прибыл в США вместе с Мохандом аш-Шехри и Хамзой аль-Гамди из Дубая в международный аэропорт Майами (штат Флорида). К началу июня жил в квартире 1504 в Delray Racquet Club в Делрей-Бич. Позже вместе с ним в квартире стал проживать Саид аль-Гамди, прибывший в США 27 июня. В том же месяце аль-Нами последний раз звонил своей семье.
Ахмед аль-Нами был одним из 9 угонщиков, открывших банковский счёт SunTrust с денежным депозитом, 29 июня получил удостоверение личности.
По сообщениям газеты «The Washington Post», Ахмед аль-Нами, Саид аль-Гамди и братья аль-Гамди, судя по указанным адресам проживания, проходили подготовку на военно-морской авиабазе ВМС США в городе Пенсакола (Флорида) и проживали там в общежитии для иностранных военных стажёров. Имена Ахмеда аль-Нами и Хамзы аль-Гамди практически идентичны именам, указанным в публичных записях проживавших по данному адресу.
28 августа Ахмед аль-Нами и Ахмед аль-Хазнави приставали к жительнице Делрей-Бич Марии Симпсон, требуя отдать своё полотенце, которое упало на её балкон.
5 сентября Ахмед аль-Нами и Саид аль-Гамди приобрели билеты на рейс в Ньюарк (штат Нью-Джерси) в компании Mile High Travel на Commercial Boulevard. Зияд Джаррах и Ахмед аль-Хазнави приобрели билеты на рейс туда же в компании Passage Tours. 7 сентября все четверо угонщиков рейса 93 вылетели из Форт-Лодердейла (Флорида) в международный аэропорт Ньюарк. Аль-Нами и аль-Гамди летели рейсом 1460 авиакомпании Spirit Airlines. C 9 по 11 сентября аль-Нами вместе с тремя другими угонщиками рейса 93 проживал в отеле Days Inn. в Ньюарке в номерах 725 и 727.

### Теракты
Утром 11 сентября 2001 года все четверо угонщиков рейса 93 прибыли в аэропорт Ньюарк. Ахмед аль-Нами зарегистрировался на рейс в 07:03 и сдал в багаж два чемодана. В 07:40 прошёл на посадку в самолёт, заняв место 3C в бизнес-классе рядом с Саидом аль-Гамди, севшим на место 3D.
Рейс United Airlines 93 вылетел из аэропорта в 08:42, направившись в Сан-Франциско (должен был вылететь в 8:00, но из-за большой загрузки аэропорта задержка составила 42 минуты). Захват произошёл в 09:28. В это время угонщики ворвались в кабину и напали на пилотов, это услышали авиадиспетчеры Кливленда. Управление лайнером взял на себя Зияд Джаррах.
Согласно звонкам заложников, террористы убили пилотов, одного пассажира и, возможно, одну стюардессу, а также согнали всех заложников в хвостовую часть самолёта. У одного из угонщиков на поясе была коробка, преступники заявили, что там бомба (скорее всего ненастоящая, так как на месте крушения самолёта не было обнаружено следов взрывчатых веществ, а угонщики не пытались пронести в самолёт запрещённые вещи). Скорее всего аль-Нами и аль-Хазнави находились в пассажирском салоне, а аль-Гамди, прошедший подготовку на авиасимуляторах, находился в кабине пилотов с Джаррахом и помогал ему управлять самолётом, так как последний, судя по записям бортового самописца, называл сообщника Саидом.
В 09:35 Джаррах дал команду автопилоту развернуться и установил курс на восток. В ходе звонков родственникам пассажиры узнали о терактах во Всемирном торговом центре и Пентагоне и поняли, что их самолёт также захвачен смертниками. Они решили оказать сопротивление террористам и перехватить управление лайнером.
Восстание заложников началось в 09:57. Согласно записям бортового самописца, Джаррах и аль-Гамди услышали звуки борьбы в салоне. Три раза в течение пяти секунд раздавались крики боли или отчаяния от одного из террористов за пределами кабины, что свидетельствовало о том, что на угонщика напали пассажиры. Восставшие заложники стали пробиваться в кабину пилотов, используя развозную тележку для тарана двери. Джаррах стал раскачивать лайнер влево-вправо и вверх-вниз, пытаясь сбить восставших с ног. В 10:01 Джаррах прекратил резкие манёвры и, поняв, что им не удастся долететь до цели атаки, направил самолёт в землю. Комиссия 9/11 считает, что целью террористов было здание Капитолия или Белого дома.
В 10:03:11 рейс UA93 (под управлением Зияда Джарраха) на скорости около 563 миль в час (906 км/ч) в перевёрнутом положении под углом пикирования в 40° врезался в землю. Самолёт разбился в поле в 3 километрах от боро Шанксвилл (округ Сомерсет, штат Пенсильвания). Погибли все 44 человека, находившихся на борту, в том числе 4 террориста. Останки Ахмеда аль-Нами, также как и других угонщиков, были отделены от других погибших методом исключения и переданы ФБР в качестве вещественных доказательств, а в свидетельстве о смерти в качестве причины смерти было указано самоубийство.

## Ошибочная идентификация
Изначально Ахмед аль-Нами был идентифицирован, как 33-летний гражданин Саудовской Аравии и руководитель авиакомпании Saudia Arabian Airlines с таким же именем. 23 сентября 2001 года британская газета «The Daily Telegraph» сообщила, что данный человек жив и обеспокоен тем, что его данные, судя по всему, были опубликованы ФБР без какой-либо проверки. Аль-Нами никогда не терял свой паспорт. Он также заявил, что во время терактов находился в Эр-Рияде.
20 сентября представители ФБР и посольства Саудовской Аравии в Вашингтоне заявили, что некоторые террористы использовали поддельные документы. 22 сентября ФБР также признало, что процесс идентификации угонщиков осложнён тем, что многие арабские имена похожи.
Позже немецкая газета «Der Spiegel», проводившая расследование заявлений BBC о «живых» угонщиках, обнаружила, что это были случаи ошибочной идентификации.
В 2002 году официальные лица Саудовской Аравии заявили, что имена террористов были указаны верно, и что 15 из 19 угонщиков действительно были гражданами Саудовской Аравии.
В 2006 году в ответ на теории заговора о терактах 11 сентября, возникшие вокруг первоначальной статьи о «живых» террористах, BBC заявила, что путаница возникла из-за распространённых арабских имён, и что более поздние репортажи об угонщиках самолётов заменили первоначальные.